# Jacques Rosny
Jacques Rosny (Tarbes, 25 de março de 1939 - Nogent-sur-Marne, 18 de abril de 2020) foi um ator comediante e diretor francês.
Morreu em 18 de abril de 2020, aos 81 anos, em Nogent-sur-Marne devido a complicações da COVID-19.

## Filmografia
- Un nuage entre les dents (1974)
- Le Chaud Lapin (1974)
- Catherine & Co. (1975)
- The Tenant (1976)
- Le Dernier Baisier (1977)
- Clara et les Chics Types (1981)
- Périgord noir (1988)
- Loulou Graffiti (1991)
- L.627 (1992)
- Le Troc (1993)
- Profil bas (1993)
- Les Braqueuses (1994)